# Bonjour les vacances 2
Série National Lampoon's Vacation
Bonjour les vacances
(1983) Le sapin a les boules
(1989)
Pour plus de détails, voir Fiche technique et Distribution.
Bonjour les vacances 2 (National Lampoon's European Vacation) est un film américain réalisé par Amy Heckerling, sorti en 1985. Second film de la franchise National Lampoon's Vacation (en), il fait suite à Bonjour les vacances... (1983) d'Harold Ramis.

## Fiche technique
Sauf indication contraire, les informations mentionnées dans cette section peuvent être confirmées par la base de données cinématographiques IMDb,  présente dans la section « Liens externes ».
- Titre : Bonjour les vacances 2
- Titre original : National Lampoon's European Vacation
- Réalisation : Amy Heckerling
- Scénario : John Hughes et Robert Klane, d'après une histoire de John Hughes
- Photographie : Robert Paynter
- Musique : Charles Fox
- Production : Matty Simmons
- Société de production : National Lampoon et Warner Bros.
- Société de distribution : Warner Bros. (États-Unis)
- Pays de production :  États-Unis
- Langues originales : anglais, italien, allemand, français
- Format : couleur (Technicolor) — 1,85:1 — son mono
- Genre : comédie
- Durée : 96 minutes
- Date de sortie : 
  - États-Unis : 26 juillet 1985

## Distribution
- Chevy Chase : Clark Griswold
- Beverly D'Angelo : Ellen Griswold
- Dana Hill : Audrey Griswold
- Jason Lively : Rusty Griswold
- John Astin : Kent Winkdale
- Paul Bartel : M. Froeger
- Malcolm Danare : le fils de Froeger
- William Zabka : Jack
- Jeannette Charles : Élisabeth II
- Derek Deadman : le chauffeur de taxi
- Mel Smith : le directeur de l'hôtel
- Robbie Coltrane : l'homme dans la salle de bain
- Maureen Lipman : la fille dans le lit
- Eric Idle : le cycliste
- Jacques Herlin : Réceptionniste de l'hôtel
- Alice Sapritch : la douanière sur la Tour Eiffel
- Didier Pain : le voleur de caméscope
- Victor Lanoux : le voleur
- Moon Unit Zappa : la californienne
- Isa Carol Horio : la fille blonde sur la Tour Eifel
- Isabelle Massard : la fille brune sur la Tour Eiffel